# Moreirense FC
Moreirense Futebol Clube este un club de fotbal din Moreira de Cónegos, Portugalia, care evoluează în Primeira Liga

## Participări în campionatele portugheze
| Sezon     | Div. | Liga          | Locul | @      |                 |
| --------- | ---- | ------------- | ----- | ------ | --------------- |
| 2010/2011 | 2.   | Segunda Liga  | 7.    | [ 1 ]  |                 |
| 2011/2012 | 2.   | Segunda Liga  | 2.    | [ 2 ]  | ▲ Primeira Liga |
|           |      |               |       |        |                 |
| 2012/2013 | 1.   | Primeira Liga | 15.   | [ 3 ]  | ▼ Segunda Liga  |
|           |      |               |       |        |                 |
| 2013/2014 | 2.   | Segunda Liga  | 1.    | [ 4 ]  | ▲ Primeira Liga |
|           |      |               |       |        |                 |
| 2014/2015 | 1.   | Primeira Liga | 11.   | [ 5 ]  |                 |
| 2015/2016 | 1.   | Primeira Liga | 12.   | [ 6 ]  |                 |
| 2016/2017 | 1.   | Primeira Liga | 15.   | [ 7 ]  |                 |
| 2017/2018 | 1.   | Primeira Liga | 15.   | [ 8 ]  |                 |
| 2018/2019 | 1.   | Primeira Liga | 6.    | [ 9 ]  |                 |
| 2019/2020 | 1.   | Primeira Liga | 8.    | [ 10 ] |                 |
| 2020/2021 | 1.   | Primeira Liga | 8.    | [ 11 ] |                 |
| 2021/2022 | 1.   | Primeira Liga | 16.   | [ 12 ] |                 |
| 2022/2023 | 2.   | Segunda Liga  | 1.    | [ 13 ] |                 |